# Cercosaura quadrilineata
Cercosaura quadrilineata är en ödleart som beskrevs av  Oskar Boettger 1876. Cercosaura quadrilineata ingår i släktet Cercosaura och familjen Gymnophthalmidae. Inga underarter finns listade i Catalogue of Life.